# Luigi Sabatelli (né en 1818)
Ne pas confondre avec Luigi Sabatelli (1772-1850), son père.
Pour les articles homonymes, voir Sabatelli.
Luigi Sabatelli dit « Le Jeune » né le 12 février 1818 à Milan et mort le 5 mai 1899 dans la même ville, est un peintre italien. Il est le fils de Luigi Sabatelli, dit « L'Ancien ».

## Biographie
Luigi Sabatelli, dit « Le Jeune », né le 12 février 1818 à Milan est le fils et l'élève de Luigi Sabatelli, dit «L'Ancien ». Son travail se retrouve dans de nombreuses églises de Milan et d'autres villes du nord de l'Italie.
Il est mort le 5 mai 1899 dans sa ville natale.

## Œuvres
- La Sainte Vierge[1]
- Église de Nazareth, Milan[1]
- Présentation auTemple[1]
- Chapelle de l'hospice[1]
- Evangélistes, Vertus théologales, La Vierge[1]
- Cathédrale de Cunardo[1].